# Репертуар Мариинского театра
Репертуар Мариинского театра — совокупность постановок различного жанра, которые идут на сцене театра с 1860 года, когда 2 октября оперой Михаила Глинки «Жизнь за царя» открылся
первый театральный сезон. Репертуар театра включает как классические оперу и балет, так и новаторские работы композиторов, хореографов, дирижёров и артистов-исполнителей.

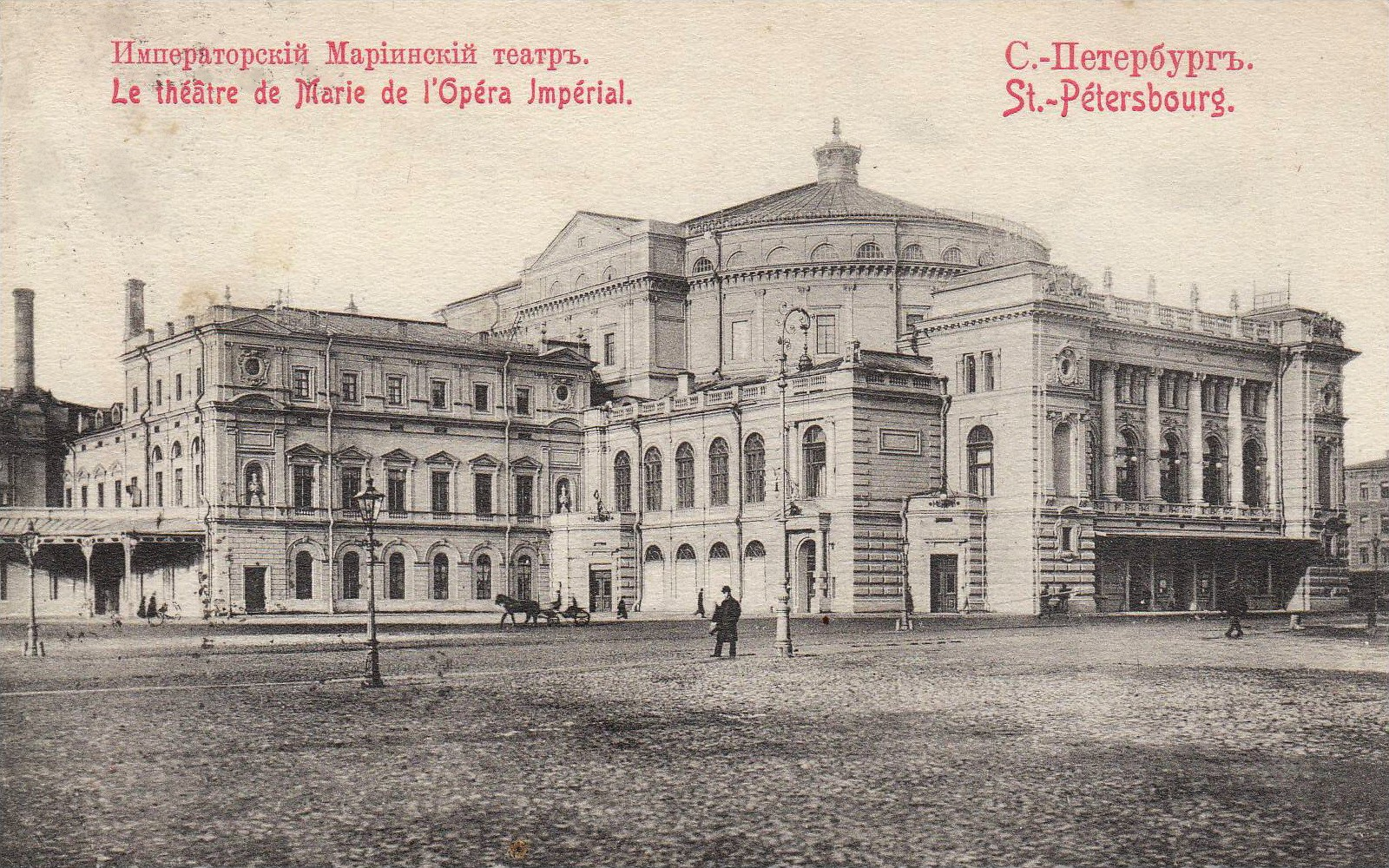
Мариинский театр, 1900

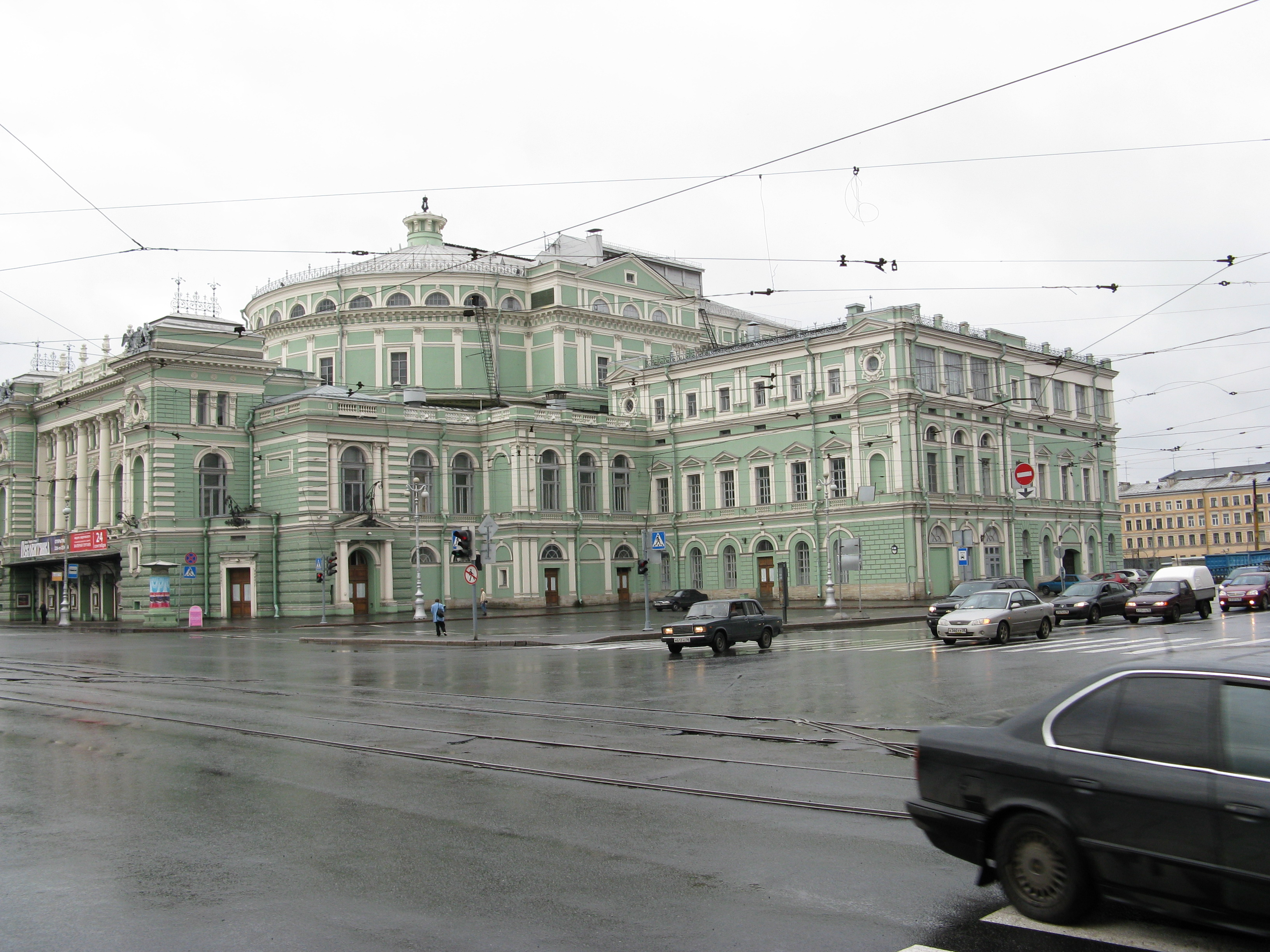
Мариинский театр, 2008

## Сезоны

### 220-й сезон (2002/2003)
- 6 октября 2002 — открытие сезона: опера Мусоргского «Борис Годунов»[1]
- 22 августа 2003 — закрытие сезона[2]

Премьеры
- 15 декабря 2002 — опера Верди «Травиата»[3]
- 9 июня 2003 — балет Стравинского «Весна священная»[4]
- 9 июня 2003 — балет Стравинского «Свадебка»[5]
- Оперы Вагнер «Зигфрид» «Гибель богов»[2]
- Балет Харальда Ландера «Этюды» на музыку Карла Черни
- Опера Римского-Корсакова «Золотой петушок»[2]
- Опера Рубинштейна «Демон»[2]
- Балет Слонимского «Принцесса Пирлипат»[2]
- Опера Стравинского «Царь Эдип»[2]
- Опера Чайковского Чародейка[2]

Фестивали
- III Международный фестиваль балета «Мариинский»[2]
- XI Международный фестиваль искусств «Звезды белых ночей»[2]

Другие события
- 6 октября 2002 — российская премьера художественного фильма «К-19» в Мариинском театре при участии оркестра Мариинского театра под управлением Валерия Гергиева[6]

### 221-й сезон (2003/2004)
- 10 октября 2003 года — открытие сезона: опера Римского-Корсакова «Золотой петушок»[2]

### 224-й сезон (2006/2007)
Премьеры
- 15 сентября 2010 года — опера Чайковского «Мазепа»
- 14 марта 2007 года — опера Прокофьева «Любовь к трём апельсинам»
- 6 мая 2007 года — опера Рихарда Штрауса «Электра»
- 6 июля 2007 года — опера Берлиоза «Бенвенуто Челлини»

### 225-й сезон (2007/2008)

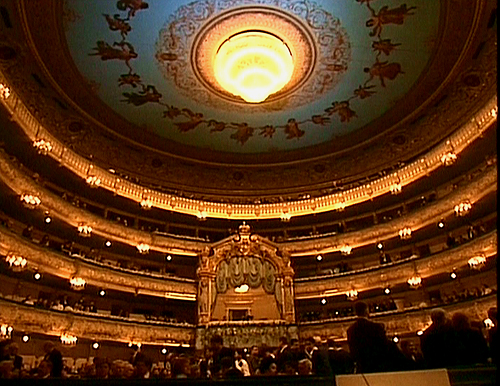

В театре возродили старую систему абонементов на спектакли.
«…зрители смогут выбирать оперу или балет и посещать и те, и другие спектакли» — Валерий Гергиев.
Абонементы на сезон поступили в продажу с 1 сентября.
Премьеры
- Открытие 16 сентября 2007 года оперой Глинки «Жизнь за царя»
- Опера «Отелло» Верди
- Опера «Волшебная флейта» Моцарта
- Опера «Майская ночь» Римского-Корсакова

Летом 2007 года на сцене театра прошли гастроли Краснодарского театра балета под руководством Юрия Григоровича.

### 226-й сезон (2008/2009)

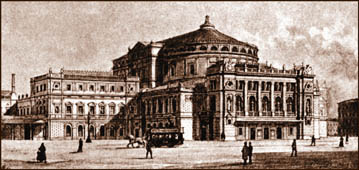

В этом сезоне в Мариинском театре проходил музыкальный фестиваль к 200-летию Н. В. Гоголя.
Премьеры
- 31 декабря 2008 года — опера «Ночь перед Рождеством» Римского-Корсакова
- 14 января 2009 года — опера «Лючия ди Ламмермур» Гаэтано Доницетти, главную партию в которой исполнила Анна Нетребко
- 28 января 2009 года — опера «Братья Карамазовы» Александра Смелкова
- 13 февраля 2009 года — опера «Идоменей, царь Критский» Моцарта
- 14 марта 2009 года — балет «Конёк-Горбунок» Родиона Щедрина
- 26 марта 2009 года — опера «Севильский цирюльник» Россини (в Концертном зале)
- 1 апреля 2009 года — оперы «Тяжба» С. Нестеровой, «Шпонька и его тётушка» А. Беспаловой, «Коляска» В. Круглика
- 2 апреля 2009 года — опера «Майская ночь» Римского-Корсакова
- 4 апреля 2009 года — опера «Сорочинская ярмарка» Мусоргского
- 9 апреля 2009 года — опера «Женитьба» Мусоргского, «Опера о том, как поссорился Иван Иванович с Иваном Никифоровичем» Г. Банщикова

### 227-й сезон (2009/2010)
Премьеры

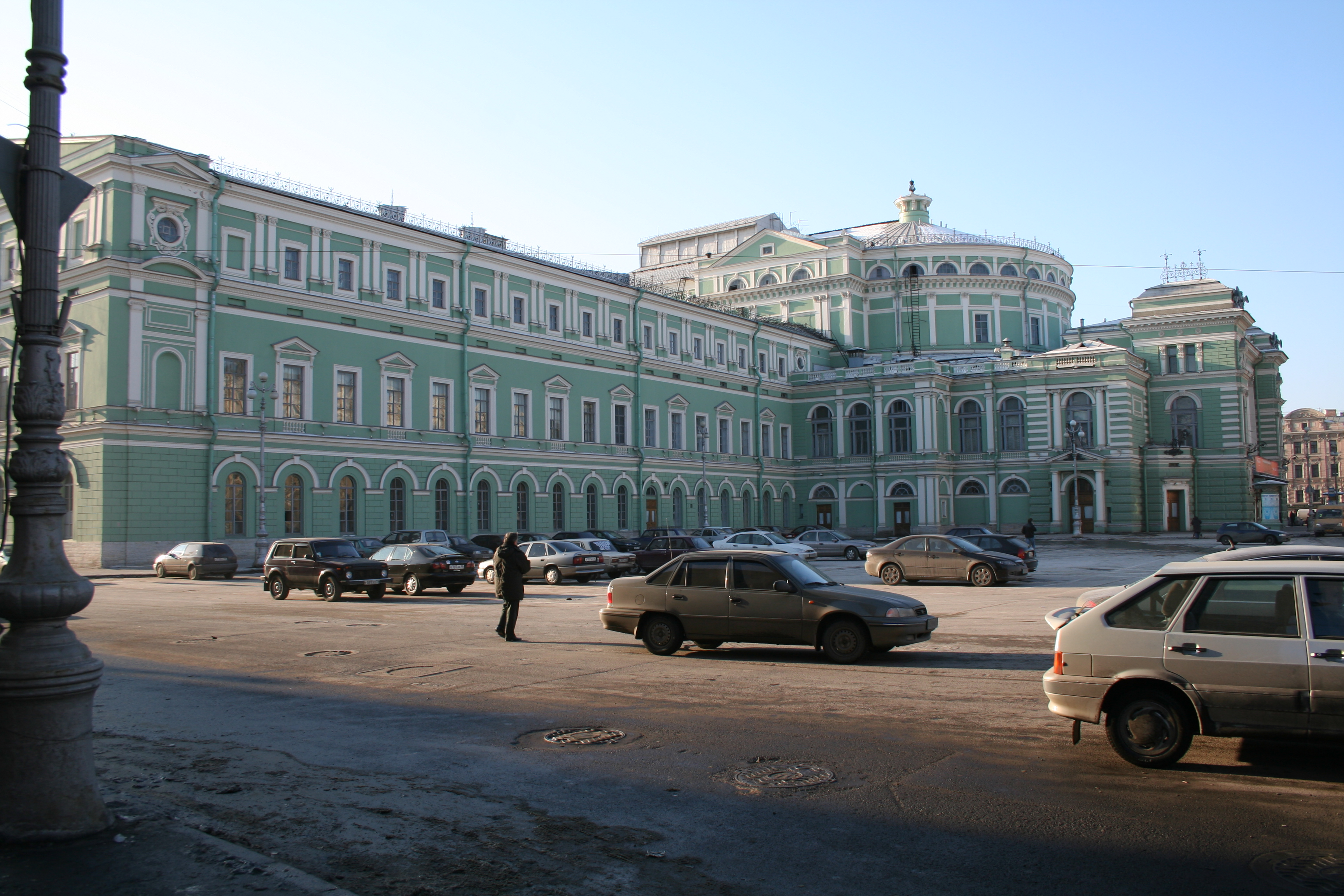

- 28 сентября 2009 года — опера «Иоланта» Чайковского
- 29 сентября 2009 года — балет «Шурале» Фарида Яруллина
- 2 октября 2009 года — балет «Конёк-Горбунок» Родиона Щедрина
- 4 октября 2009 года — опера «Майская ночь» Римского-Корсакова
- 7 октября 2009 года — опера «Алеко» Рахманинова
- 10 октября 2009 года — опера «Русалка» Антонина Дворжака
- 14 октября 2009 года — опера «Свадьба Фигаро» Моцарта
- 17 октября 2009 года — опера «Севильский цирюльник» Россини
- 8 ноября 2009 года — «Диана Вишнева: Красота в движении» — современная постановка автора проекта и продюсера — Сергея Даниляна
- 16 ноября 2009 года — опера «Женщина без тени» Рихарда Штрауса
- 25 декабря 2009 года — опера «Троянцы» Гектора Берлиоза
- 6 февраля 2010 года — балет «Петрушка» Стравинского
- Мировая премьера постановки 14 апреля 2010 года опера «Мистерия апостола Павла» Николая Каретникова
- 15 апреля 2010 года из Концертного зала Мариинского театра состоялась первая в мире прямая телетрансляция балета в формате 3D[7].
- 15 апреля 2010 года — балет «Анна Каренина» Родиона Щедрина
- 23 апреля 2010 года — одноактный балет «Завод Болеро» на музыку М.Равеля
- 14 июня 2010 года — опера «Замок герцога Синяя Борода» Бартока
- 1 июля 2010 года — балет «Спартак» Арама Хачатуряна
- 13 июля 2010 года — опера «Аттила» Верди

### 228-й сезон (2010/2011)
Премьеры
- 15 сентября 2010 года — балет «Спартак» Арама Хачатуряна
- 7 октября 2010 года — опера «Аттила» Джузеппе Верди
- 13 октября 2010 года — опера «Мистерия Апостола Павла» Николая Каретникова
- 14 октября 2010 года — балет «Анна Каренина» Родиона Щедрина
- 23 октября 2010 года — опера «Средство Макропулоса» Леоша Яначека

## Медиапроекты
- 1991 — Первый в истории телемост «Санкт-Петербург-возрождение» (продолжительностью 48 часов, 6 января 1991 года), организованный Тамарой Максимовой и Олегом Виноградовым, стал знаковым в истории культуры, так как впервые со времён Революции, открылось окно в Россию для мировых звёзд: Иегуди Менухина, Натальи Макаровой, Максимиллиана Гуерра, Хосе Антонио, которые приехали, чтобы вместе со звёздами балета Мариинского театра помочь городу Санкт-Петербург, только что возвратившему своё историческое имя.
- 1999 — Всемирно известный театр стал первым, транслировавшим оперу в Интернете[8].
- 2010 — Произошла первая 3D-трансляция балета в мире. В Санкт-Петербурге, Москве и Париже публике предоставили возможность увидеть фрагменты балетов «Кармен-сюита», «Жизель», «Дон Кихот».

## Репертуар балета Мариинского театра 2009—2010
- Балет «Сильфида», возобновление 1981 года. Балетмейстер — Август Бурнонвиль. Постановка — Фон Розен, Елена Виноградова. Композитор — Херман Северин Лёвенскьолд.
- "Ромео и Джульетта ", возобновление 1991 года Балетмейстер — Леонид Лавровский. Композитор — Сергей Прокофьев
- «Жизель». Балетмейстер — Мариус Петипа. Композитор — Адольф Адан
- «Дон Кихот». Балетмейстер — Александр Горский. Композитор — Людвиг Минкус
- «Корсар», возобновление 1987 года. Балетмейстер — Мариус Петипа, Пётр Гусев, Олег Виноградов. Сценография — Теймураз Мурванидзе. Композиторы — Адольф Адан, Цезарь Пуни, Лео Делиб, Рикардо Дриго
- «Баядерка». Балетмейстер — Мариус Петипа, Вахтанг Чабукиани (танцы). Композитор — Людвиг Минкус
- «Лебединое озеро». Балетмейстер — Лев Иванов, Мариус Петипа, Александр Горский. Композитор — Пётр Чайковский
- «Бахчисарайский фонтан», постановка1934 года. Балетмейстер Ростислав Захаров. Композитор — Борис Асафьев
- Grand pas из балета «Пахита» . Балетмейстер — Мариус Петипа. Композитор — Людвиг Минкус

Балеты Михаила Фокина
- Балет «Шопениана», возобновление — 1931 года, Михаил Фокин, возобновление — Агриппина Ваганова. Композитор — Фредерик Шопен, оркестровка — Александр Глазунов и Морис Келлер
- «Видение розы», возобновление — 6 января 1991 года, Андрис Лиепа, Михаил Фокин, реконструкция — Изабель Фокиной. Композитор — Карл Мария фон Вебер («Приглашение к танцу», оркестровка — Гектор Берлиоз)
- «Жар-птица», реконструкция — 1994 года, Михаил Фокин, реконструкция — Изабель Фокина и Андрис Лиепа. Композитор — Игорь Стравинский
- «Шехеразада», реконструкция — 1994 года, Михаил Фокин, реконструкция — Изабель Фокина и Андрис Лиепа. Композитор — Николай Римский-Корсаков
- «Карнавал», реконструкция — 2009 года, Михаил Фокин, реконструкция — Сергей Вихарев. Композитор — Роберт Шуман, (оркестровка: Николай Римский-Корсаков, Александр Лядов, Александр Глазунов, Николай Черепнин, Антон Аренский)
- «Петрушка», реконструкция — 2010 года, Михаил Фокин. Декорации и костюмы — Александр Бенуа, реконструкция — Гэри Крист. Композитор — Игорь Стравинский
- «Весна священная», реконструкция — 2003 года, Вацлав Нижинский. Декорации и костюмы — Николай Рерих, реконструкция — Миллисент Ходсон. Композитор — Игорь Стравинский

Балеты Харальда Лангера
- «Этюды». Композитор -Карл Черни

Балеты Джорджа Баланчина
- «Серенада», возобновление 1998 года, Джордж Баланчин, возобновление — Франция Рассел, Карин фон Арольдинген. Композитор — Пётр Чайковский (Серенада для струнных, соч. 48)
- «Аполлон Мусагет», возобновление 1992 и 1998 года, Джордж Баланчин, возобновление — Франция Рассел. Композитор — Игорь Стравинский
- «Блудный сын», возобновление -2001 года, Джордж Баланчин, возобновление — Карин фон Арольдинген, Пол Боуз. Композитор — Сергей Прокофьев (Соч. 46, 1928—1929)
- «Тема с вариациями», возобновление 2008 года, Джордж Баланчин, возобновление — Франция Рассел. Композитор — Пётр Чайковский
- «Шотландская симфония», возобновление 2009 года , Джордж Баланчин, возобновление — Бен Хьюс. Композитор — Феликс Мендельсон
- «Вальс», возобновление 2004 года, Джордж Баланчин, возобновление — Джон Клиффорд. Композитор — Морис Равель (Благородные и сентиментальные вальсы, 1911, оркестровка 1912; Вальс, 1920)
- Балет из трёх частей Джорджа Баланчина «Драгоценности» (1967).

«Рубины», возобновление 1999 года, Джордж Баланчин, возобновление — Карин фон Арольдинген, Сара Леланд, Элиз Борн, Шон Лавери. Композитор — Игорь Стравинский (Каприччио для фортепиано с оркестром)
«Изумруды», Джордж Баланчин. Композитор — Габриэль Форе («Пеллеас и Мелизанда»; «Шейлок»)
«Бриллианты», Джордж Баланчин. Композитор — Пётр Чайковский (Симфония N 3 ре мажор, 1875; II, III, IV и V части)
Балеты Джерома Роббинса
- «В ночи», возобновление 2009 года, Джером Роббинс, возобновление — Бен Хьюс. Композитор — Фредерик Шопен

Балеты Леонида Якобсона
- «Шурале», возобновление 2009 года, Леонид Якобсон, возобновление — Вячеслав Хомяков. Композитор — Фарид Яруллин
- «Спартак», премьера 1 июля 2010 года, Леонид Якобсон, возобновление — Вячеслав Хомяков. Композитор — Арам Хачатурян

Балеты Алексея Ратманского
- «Золушка», постановка 2002 года, Алексей Ратманский. Композитор — Сергей Прокофьев
- "Конек-Горбунок ", постановка 2009 года, Алексей Ратманский. Композитор — Родион Щедрин

Балеты Уильяма Форсайта
- «Steptext», постановка 2004 года, Уильям Форсайт, постановка — Аарон Уоткин. Композитор — И.C.Бах «Партита N 2. BWV1004 in D minor, Чакона» в исполнении Натана Мильштейна
- «Два балета в манере позднего XX века», постановка 2005 года, Уильям Форсайт, Ассистент хореографа Ноа Д. Гелбер, Том Виллемс, аудиоэффекты: Pumpkin
- «II. The Vertiginous Thrill of Exactitude», постановка 2004 года, Уильям Форсайт, Ассистент хореографа Ноа Д. Гелбер. Композитор — Франц Шуберт Симфония N 9 до мажор (финал)
- «In the Middle, Somewhat Elevated», постановка 2004 года , Уильям Форсайт, Ассистент хореографа Кэтрин Беннетс, Том Виллемс, Лесли Штук

Современные балетмейстеры
- «Предчувствие весны», постановка 2010 года, Юрий Смекалов. Композитор — Анатолий Лядов
- «Завод Болеро», постановка 2010 года, Юрий Смекалов. Композитор — Морис Равель
- «SIMPLE THINGS», постановка 2010 года, Эмиль Фаски. Композитор — Арво Пярт
- «Бессмертие в любви», постановка 2010 года, Эдвард Льянг, Филип Гласс
- «Полёт Ангелов», постановка 2010 года. Эдвард Льянг, Марен Маре, Джон Тавенер

## Классическое наследие в репертуаре
- В постановке Василия Вайнонена шли спектакли «Пламя Парижа», 1932, «Милица» Асафьева, 1947, а также балет «Щелкунчик», редакция которого сохранилась по сей день.

Балеты Ростислава Захарова
- 1934 — «Бахчисарайский фонтан», балетмейстер Ростислав Захаров
- 1949 — «Медный всадник» Глиэра, балетмейстер Ростислав Захаров

Балеты Вахтанга Чабукиани
- 1939 — «Лауренсия», балетмейстер Вахтанг Чабукиани
- 1960 — «Отелло» (Чабукиани)

Балеты Леонида Якобсона
В театре шли также некоторые постановки этого замечательного балетмейстера, в репертуар вошли балеты: «Шурале», 1950 и «Спартак», 1956.
Некоторые постановки, осуществленные Якобсоном в своей труппе также показывались на сцене театра, среди них: «Хореографические миниатюры», 1958; в 1962 году — «Клоп»; 1963 — «Новеллы любви», музыка — Морис Равель; 1964 — «Двенадцать»; 1967 — «Страна чудес» Шварца; 1971 — «Шурале» (возобн. Леонид Якобсон)
Балеты Константина Сергеева
- 1946 — «Золушка», Сергей Прокофьев, балетмейстер Константин Сергеев
- 1963 — «Далекая планета» Майзеля,Константин Сергеев
- 1964 — «Золушка» (возобн. Константин Сергеев)
- 1970 — «Гамлет» Червинского,Константин Сергеев
- 1973 — «Корсар» (Мариус Петипа, ред. Константина Сергеева)
- 1976 — «Левша» Б. Александрова, Константин Сергеев

Балеты Игоря Бельского
- 1959 — «Берег надежды», балетмейстер Игорь Бельский
- 1961 — «Ленинградская симфония», музыка Дмитрия Шостаковича, балетмейстер Игорь Бельский
- 1974 — «Икар», музыка Слонимского, Игорь Бельский

Балеты Юрия Григоровича
- 1957 — «Каменный цветок», балетмейстер Юрий Григорович
- 1961 — «Легенда о любви», музыка Меликова, балетмейстер Юрий Григорович

Возобновление балетов и новые постановки, 1962—1979
- 1962 — «Египетские ночи» (Фокин, возобн. Ф. Лопухов)
- 1962 — «Карнавал» (Фокин, возобн. Лопухов)
- 1965 — «Жемчужина» Симонян (Боярский)
- 1966 — «Человек» Салманова
- 1967 — «Испанские миниатюры» на нар. музыку в оркестровке Сайко (Херардо Виана Гомес де Фонсеа)
- 1969 — «Ромео и Юлия» на муз. Берлиоза (Чернышев)
- 1974 — «Дафнис и Хлоя» Равеля (Мурдмаа)
- 1974 — «Блудный сын» Прокофьева (Мурдмаа)
- 1975 — «Жар-птица» (Борис Эйфман)
- 1976 — «Спартак» (Леонид Якобсон, возобн. Игорь Бельский)
- 1977 — «Хореографические новеллы» на муз. Перселла, Шостаковича, Россини, Прокофьева, Чайковского (Брянцев)
- 1978 — «Собор Парижской богоматери» Жарра (Ролан Пети)
- 1978 — «Жизель» (Коралли, Перро, Петипа, возобн. Колпакова и О. М. Виноградов, консультант Ю. Слонимский)
- 1978 — Вечер старинной хореографии: «Шопениана», «Фестиваль цветов в Чинзано» (названия: «Праздник цветов в Дженцано»), «Па-де-катр», «Пахита» (возобн. Гусев, Тюнтина, Конищев)
- 1979 — Па-де-де из балета «Бабочка» Оффенбаха (по М. Тальони)
- 1979 — «Качуча» из балета «Хромой бес» Жида — Пьер Лакот
- 1979 — Па-де-сис из балета «Маркитантка» Пуни (по Сен-Леону) — Пьер Лакот